# 佛兰德伯爵宫
50°50′30″N 4°21′32″E / 50.841652°N 4.358799°E

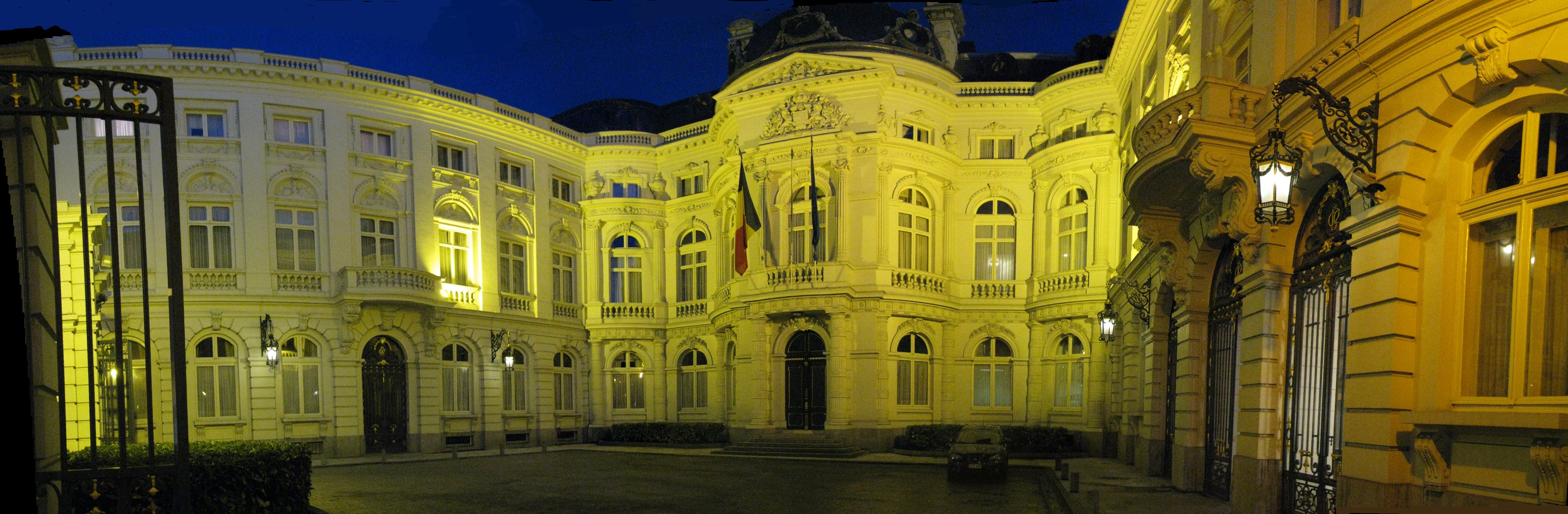

佛兰德伯爵宫（法语：Palais du comte de Flandre）是比利时首都布鲁塞尔的一座新古典主义宫殿，位于柯登堡（Coudenberg），比利时皇家美术博物馆对面。目前比利时审计法院设于此处。 
这座典雅的新古典主义住宅建于18世纪后期，是布鲁塞尔市长Paul Arconati-Visconti侯爵的住宅。 佛兰德伯爵菲利普王子在1866年，他结婚前一年购买了这个住所，由他的建筑师Gustave Saintenoy装修。 装修完成后，新的伯爵和伯爵夫人作为自己的家 国王阿尔贝一世出生在这里，他的兄弟Baudouin王子在这里去世。伯爵去世后，他的孩子们将宫殿出售给布鲁塞尔银行。
Saintenoy 设计的大舞厅于1921年被毁。 2001年9月6日，佛兰德伯爵宫列为保护文物。